# ناحیه وینر نوی‌اشتات-لاند
ناحیه وینر نوی‌اشتات-لاند (به آلمانی: Wiener Neustadt-Land District) یک ناحیه در اتریش است که در نیدراسترایش واقع شده‌است. ناحیه وینر نوی‌اشتات-لاند ۷۱٬۹۰۹ نفر جمعیت دارد.